# 鸬鹚号巡洋舰
鸬鹚号是德意志帝国海军建造的一艘四等巡洋舰，为六艘鵟级巡洋舰的五号舰。它自1890年开始在但泽的帝国船厂铺设龙骨，1892年5月下水，至1893年7月交付使用。鸬鹚号是专为执行海外任务而设计，装备有八门105毫米口径的主炮，航速可达15.5節（28.7每小時）。
鸬鹚号的大部分服役生涯都在海外度过，主要是德国设于南太平洋的殖民地萨摩亚群岛。其在当地的职责通常包括勘测工作和镇压原住民动乱。该舰曾于1894年底至1895年初前往南部非洲水域短暂巡航，然后驶向太平洋。1897年，它参与占领了中国山东半岛的胶州湾租借地。鸬鹚号于1903年返回德国，继而于1907－1908年间进行现代化改造。次年，它重新派驻南太平洋，并一直待到1914年8月第一次世界大战爆发。当敌对行动开始时，该舰正停泊在青岛维修，无法投身战斗。因此，鸬鹚号被解除武装，并在港湾内凿沉；其舰炮则被用来加强当地的防御。

## 设计

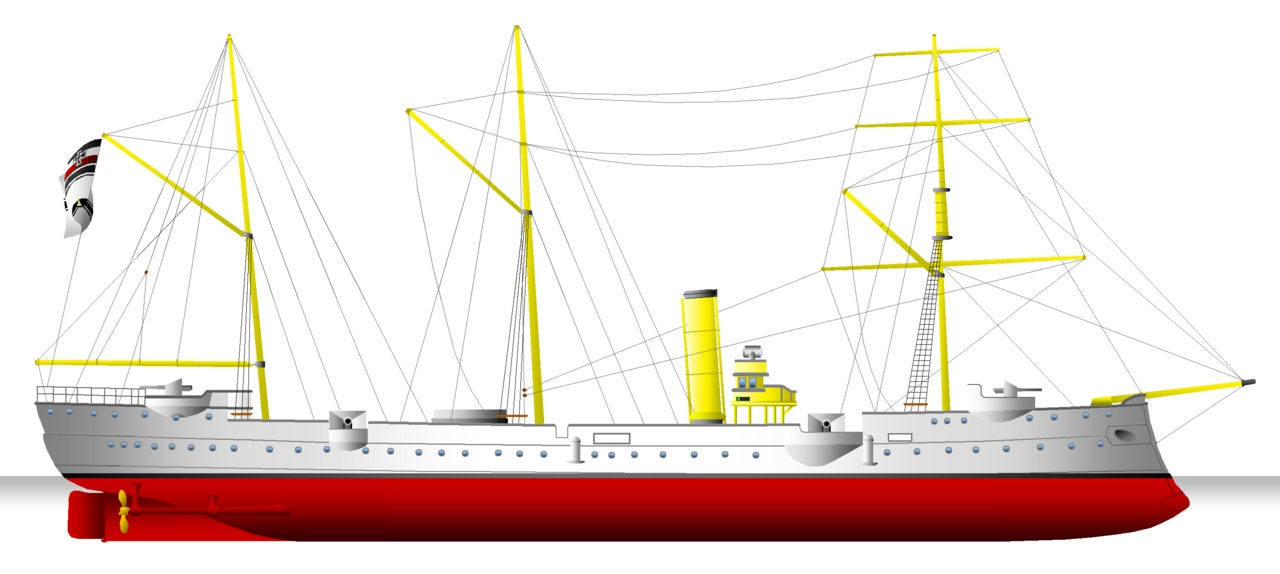
鵟级秃鹫号的插画

随着1871年后德意志帝国的经济扩张，帝国海军有必要将军舰常驻在海外殖民地，以保护德国公民在当地的权益。由于船员宿营空间的局促和低适航性，既有的炮舰并非合适的舰种。它们的武器装备也被视为过于薄弱。相反，所需船具应具有较大的排水量并通过轮机驱动，以使它们能够监控大片海域。这类舰只还应继续配备适当的风帆索具，以便在长途航行中节省煤炭。这些要求在1886－1887财年获得拨款的两艘燕子级巡洋舰得到落实，它们为更大的鵟级奠定了基础。
鸬鹚号的舰体采用横向钢框架构造，并有一直延伸至上甲板的黄松外板，表面再覆裹一层蒙次合金以保护木材免受船蛆的侵害。舰只的水线长和全长分别为79.6米和82.6米，有12.7米的舷宽以及最大5.35米的吃水深度。其标准排水量为1559吨，满载时则可达1864吨。推进装置由两台卧式三缸三胀往复式蒸汽机组成，各负责驱动一副直径为3米的三叶螺旋桨。蒸汽由四台燃煤圆柱形火管锅炉提供，它们通过管道汇入一具单座烟囱。发动机的额定功率为2,857匹公制馬力（2,101千瓦特），设计航速15.5節（28.7每小時），实际达到15.9節（29.4每小時），并能够以9節（17每小時）的速度连续航行2,950海里（5,460）。其标准船员编制为9名军官及152名水兵。
该舰的主炮由八门单座安装的105毫米35倍径速射炮组成，共配备800发弹药。它们的射程为10800米。其中两门并排放置在艏楼，四门分居两边舷侧：一对在舷外平台上、一对在炮眼内，最后两门则并排安装在后甲板。副炮则由五门37毫米转膛炮组成，用于防御鱼雷艇。此外，舰只还配备有两具350毫米鱼雷发射管和5枚鱼雷，均安装在甲板上。

## 服役历史
鸬鹚号是以“E号四等巡洋舰”（Kreuzer IV. Classe）作为合同代号，于1890年1月在但泽的帝国船厂开建。它于1892年5月17日下水；在下水仪式上，由德皇威廉二世发表演说，时任但泽帝国船厂厂长的海军上校恩斯特·阿施曼则主持为舰只命名。舾装工作完成后，鸬鹚号于1893年7月25日正式交付德意志帝国海军投入运作。随后，它进行了近两个月的海试，至9月22日完成。从1894年开始，该舰被派往德国的海外殖民地服役。它最初于10月2日受命前往东亚基地轮替炮舰狼号，但南部非洲日益紧张的局势迫使海军将新巡洋舰派往德属东非以确保德国在该地区的利益。
10月16日，鸬鹚号及其新入役的姊妹舰神鹫号离开德国，前往东非。它们于12月15日抵达葡属莫桑比克首都洛伦索马克斯。在接下来的七个月里，神鹫号开始在南部非洲穿梭，鸬鹚号则一直驻扎在当地，期间曾于1895年1月将葡萄牙护卫舰阿方索·德·阿尔布克尔克号拖回洛伦索马克斯。7月，神鹫号抵达并接替鸬鹚号；后者自此可以返回原本在东亚水域的部署。它于7月5日离开东非。途中，该舰在阿曼的马斯喀特经停，对苏丹进行了正式访问。8月5日，当航行至霍尔木兹海峡时，舰只右舷发动机的右舷低压缸安全阀受损。结果，鸬鹚号不得不驶入波斯的布什尔接受维修。修复工作完成后，该舰经由阿拉伯河前往巴士拉，在那里拜访了当地的德国公使和土耳其当局。

### 第一次太平洋役期

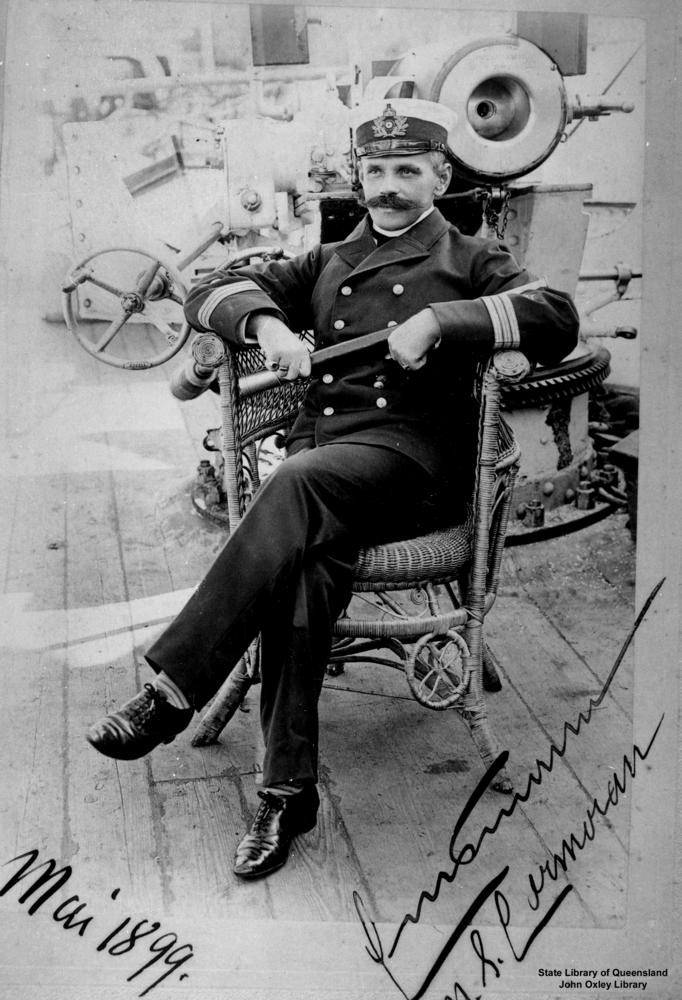
鸬鹚号舰长、海军少校，于1899年5月登舰

1895年9月13日，鸬鹚号抵达新加坡，并在汕头对开与东亚分舰队司令、海军少将保罗·霍夫曼（Paul Hoffmann）的旗舰皇帝号会合。它随分舰队在中国和日本海域巡航，期间还于1896年7月参与了搁浅沉没的炮舰鸡貂号的打捞工作。1897年10月至11月，鸬鹚号沿长江而上巡航至汉口，并于10月4日在当地与中国签订了设立德国租界的协议。同年该舰还参与占领了胶州湾租借地。1898年5月美西战争期间，鸬鹚号又去往菲律宾，但美国巡洋舰罗利号阻止其进入甲米地，最终导致了两国的对峙，即所谓的“马尼拉事件”。11月，它把皇帝号从福建的三沙湾拖到香港进行修理。与此同时，德属萨摩亚紧张的政治局势促使海军参谋本部派遣鸬鹚号去增援其姊妹舰鵟号和隼号。
在前往萨摩亚的途中，鸬鹚号于1899年3月23－24日夜间在新波美拉尼亚岛西端以北的旋风礁（Whirlwind Reef）搁浅。其舰舯被卡在暗礁上，舰艏则伸出水面约1米。船员们试图通过卸下煤炭和弹药来减轻舰只重量，但它仍然停在礁石上。时任舰长、海军少校胡戈·埃姆斯曼遂派出一艘大舢板和一艘载有两名军官和11名船员的小舢板，拖着一船煤炭前往大约162海里（300）外的腓特烈·威廉港。在那里，他们与北德劳埃德轮船斯德丁号相遇并求助，后者于3月29日抵达现场。埃姆斯曼随后决定将所有不必要的煤炭和弹药都清除掉（一些放在岸上，剩下的直接扔到海里），切断前桅和主桅，并把舰艉的火炮往前移。这些措施使舰只能够从礁石中松脱出来并重新浮起。船员们于是将卸载上岸的物资重新装舰，继而回到腓特烈·威廉港。在当地经过适航性检查后，鸬鹚号得到了额外的补给。该舰随后驶往悉尼的旱坞；对舰体的全面检查表明，它只是轻微受损。相应的维修工作一直持续至6月初。
1900年6月中旬，鸬鹚号回到悉尼接受年度大修。它的部分船员得到替换，这些人随后被派往中国参与镇压义和团运动。10月2日，该舰在阿皮亚港驻泊，然后开始前往德国太平洋殖民地的巡航。下一次在悉尼的大修是从1901年3月15日持续至5月1日。在此期间，它与大巡洋舰汉萨号代表德国参加了在墨尔本举行的第一届澳大利亚议会。在返回萨摩亚的途中，鸬鹚号被派往俾斯麦群岛的圣马蒂亚斯群岛，在那里，一位名叫布鲁诺·门克的德国研究员及其三位助手遇害。为此，鸬鹚号和勘测船海鸥号派出登陆部队进行惩罚性讨伐，屠杀了大量岛民。鸬鹚号于7月28日回到阿皮亚，整个11月，该舰都在从事勘测工作，并航行前往其他岛屿。
1902年，鸬鹚号再度到访俾斯麦群岛和马绍尔群岛。在悉尼接受了进一步的修理后，这艘巡洋舰于8月18日返回阿皮亚。9月则展开了另一次的德国殖民地巡航。1903年3月中旬，它回到悉尼进行定期保养，并在那里接到了返回德国的命令。鸬鹚号于5月23日离开悉尼，前往德国，至9月13日抵达基尔，随即于9月26日在但泽退役。1907年，该舰在但泽的帝国船厂进行了漫长的重建，并接受现代化改造。它安装了由当地制造商J·W·克拉韦特生产新锅炉，并简化了辅助风帆索具。此外，舰只还获得了一个新的、更大的司令塔。工程于1908年完成，至1909年5月1日，鸬鹚号重新入役并再度被派驻太平洋。

### 第二次太平洋役期

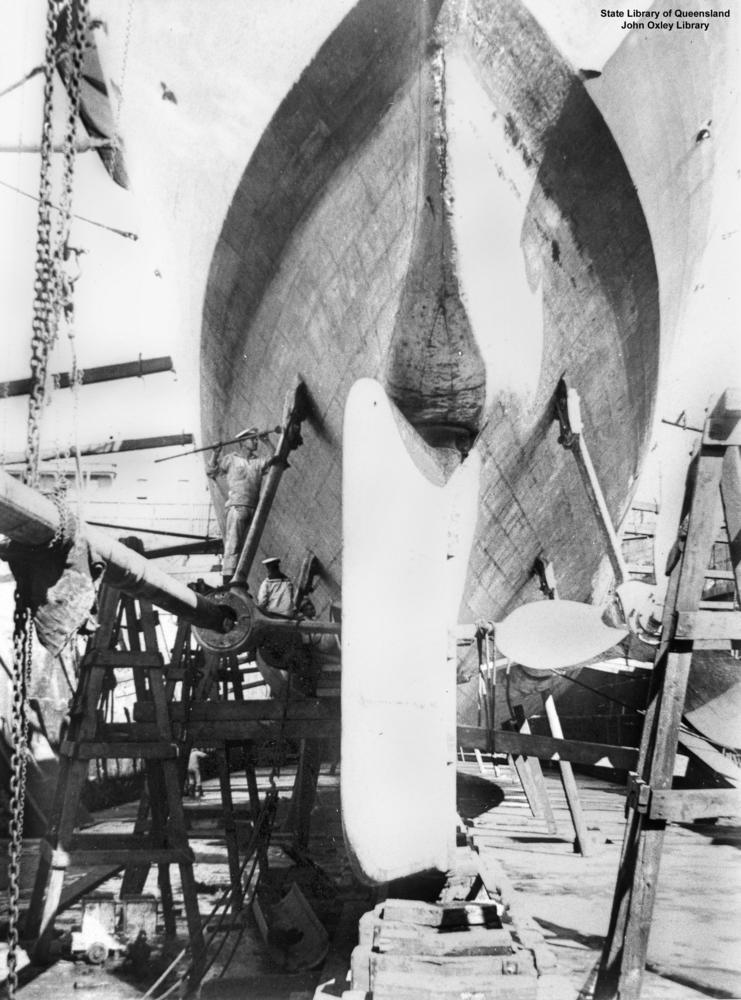
鸬鹚号在悉尼的旱坞内

当鸬鹚号于1909年6月8日行驶至马耳他时，它接到命令前往小亚细亚，那里土耳其的动乱和针对亚美尼亚人的暴力促使德国进行干预。该舰与小巡洋舰斯德丁号和吕贝克号会合，并接收了大约300名亚美尼亚人，以保护他们免受骚扰。7月9日，即鸬鹚号驻泊在塞得港期间，它又收到了继续向太平洋航行的命令，但必须在吉达停留以修整锅炉。抵达太平洋后，该舰开始了海岸勘测工作，其登陆部队则在威廉皇帝领主导了一次针对食人族的惩罚性讨伐。11月3日，鸬鹚号参加了在布兰奇湾举行的升旗仪式，以纪念德国占领新波美拉尼亚。三天后，其船员又参加了位于首都赫贝茨高地西南、在托马镇内兴建的俾斯麦塔的动工仪式。
1909年11月13日，鸬鹚号在赫贝茨高地接上当地总督阿尔贝特·哈尔，首先巡游驶向腓特烈·威廉港，继而前往汉萨湾，然后抵达奥古斯塔皇后河。这艘巡洋舰在受命折返之前朝河流上游行驶了约183海里（339）。11月22日，它已驶出河口；至1910年1月8日，该舰再度锚泊在阿皮亚。它参加了从2月28日至3月3日德国吞并这些岛屿十周年的庆祝活动。之后，在前往香港的途中，鸬鹚号遇上了飓风，这对舰体造成了严重的破坏。其两边舷侧均受到轻微挤压，所有的舰载艇都在风暴中受损。在新喀里多尼亚的努美阿接受临时维修后，鸬鹚号终于在5月3日抵达香港；至7月15日，它又返回了阿皮亚。此后，该舰与姊妹舰神鹫号以及隶属东亚分舰队的大巡洋舰沙恩霍斯特号、小巡洋舰纽伦堡号和埃姆登号会合。这五艘舰共同巡逻直至12月13日——当鸬鹚号驻泊在拉包尔期间，接到了前往波纳佩岛镇压索克斯起义的命令。它们遂于12月19日抵达波纳佩岛，在该地区活动至次年2月22日，期间鸬鹚号、埃姆登号和纽伦堡号的登陆部队曾上岸支援从德属新几内亚部署过来的警察部队。
鸬鹚号于1911年3月23日回到悉尼进行又一次年度检修。之后，它继续在德国太平洋殖民地执行其惯常的巡逻任务。9月，该舰与星球号（Planet）轮船合力解救了搁浅的挪威三桅帆船前进号（Fram）。1912年5月，鸬鹚号在青岛又接受了一次大修，随后前往德国各殖民地展开勘测巡航。直至1913年1月10日，它才回到阿皮亚。同年2月24日，根据国家海军大臣、海军上将阿尔弗雷德·冯·提尔皮茨颁布的法令，鸬鹚号被重新归类为炮舰。从6月4日到7月5日，它在悉尼进行了维修。1914年2月22日至27日，由于原住民部落发生争斗，该舰不得不在布干维尔岛停留。它派出登陆部队上岸，协助警察部队镇压冲突。鸬鹚号于1914年上半年前往青岛接受进一步的维修工作，至5月30日抵达。
1914年7月，随着欧洲政治局势的恶化，时任埃姆登号舰长、海军中校卡尔·冯·穆勒作为青岛驻军的负责人，下令加快对鸬鹚号的修理工作。8月初第一次世界大战爆发后，埃姆登号俘获了俄国商船梁赞号（Ряза́нь），并把它带回青岛。由于鸬鹚号仍然无法使用，它被迫退役，其船员则换编至梁赞号，将后者重新以“鸬鹚号”之名委任为辅助巡洋舰。来自炮舰鸡貂号和祖国号的部分船员，以及一些战争志愿者都登上了这艘新的辅助巡洋舰服役。1914年8月6日，原鸬鹚号的大部分武器均被移除上岸，以加强青岛的海岸防御，保护租界免受英国的袭击。其舰体则于同年9月28－29日夜间被青岛造船厂的工作人员在港口内凿沉，以防止它被敌方强占。